# Тшебешув
Тшебешув (пол. Trzebieszów) — село в Польщі, у гміні Тшебешув Луківського повіту Люблінського воєводства. Населення — 559 осіб (2011).

## Історія
Станом на 1921 рік село Тшебешув належало до гміни Тшебешув Луківського повіту Люблинського воєводства міжвоєнної Польщі.
За офіційним переписом населення Польщі 10 вересня 1921 року в селі Тшебешув налічувалося 179 будинків та 1440 мешканців, з них:
- 711 чоловіків та 729 жінок;
- 1313 римо-католиків, 83 юдеї, 44 православні;
- 1380 поляків, 50 євреїв, 10 осіб іншої національності;

У 1975—1998 роках село належало до Седлецького воєводства.

## Демографія
Демографічна структура станом на 31 березня 2011 року:
|          | Загалом | Допрацездатний вік | Працездатний вік | Постпрацездатний вік |
| -------- | ------- | ------------------ | ---------------- | -------------------- |
| Чоловіки | 295     | 81                 | 189              | 25                   |
| Жінки    | 264     | 61                 | 153              | 50                   |
| Разом    | 559     | 142                | 342              | 75                   |